# Беггінген
Беггінген (нім. Beggingen) — громада  в Швейцарії в кантоні Шаффгаузен, округ Шляйтгайм.

## Географія
Громада розташована на відстані близько 125 км на північний схід від Берна, 11 км на північний захід від Шаффгаузена.
Беггінген має площу 12,6 км², з яких на 4,5% дозволяється будівництво (житлове та будівництво доріг), 50,6% використовуються в сільськогосподарських цілях, 44,7% зайнято лісами, 0,2% не є продуктивними (річки, льодовики або гори).

## Демографія
2019 року в громаді мешкало 463 особи (-10,8% порівняно з 2010 роком), іноземців було 8,6%. Густота населення становила 37 осіб/км².
За віковим діапазоном населення розподілялося таким чином: 18,4% — особи молодші 20 років, 56,8% — особи у віці 20—64 років, 24,8% — особи у віці 65 років та старші. Було 208 помешкань (у середньому 2,2 особи в помешканні).
Із загальної кількості 117 працюючих 53 було зайнятих в первинному секторі, 13 — в обробній промисловості, 51 — в галузі послуг.